# Крейн-Гілл
Крейн-Гілл (англ. Crane-Hill) — невключена територія в окрузі Каллмен, штат Алабама, США. 

## Демографія
Станом на липень 2007 на території мешкало 2341 осіб. 
Чоловіків — 1169 (50.0 %);

Жінок — 1172 (50.0 %).
Медіанний вік жителів: 41.7 років;
по Алабамі: 35.8 років.

### Доходи
Розрахунковий медіанний дохід домогосподарства в 2009 році: $45,989 (у 2000: $40,500);
по Алабамі: $40,489.
Розрахунковий дохід на душу населення в 2009 році: $22,142.
Безробітні: 5,5 %.

### Освіта
Серед населення 25 років і старше: 
Середня освіта або вище: 81,0 %;

Ступінь бакалавра або вище: 13,4 %;

Вища або спеціальна освіта: 4,8 %.

### Расова / етнічна приналежність
Білих — 2,216 (98.3 %);

 Індіанців — 13 (0.6 %);

 Відносять себе до 2-х або більше рас — 11 (0.5 %);

 Латиноамериканців — 9 (0.4 %);

 Корінних жителів Гавайських островів та інших островів Тихого океану — 4 (0.2 %);

 азіатів — 1 (0.04 %).

## Нерухомість
Розрахункова медіанна вартість будинку або квартири в 2009 році: $146,986 (у 2000: $113,000);
по Алабамі: $119,600.